# Чемпіонат Кіровоградської області з футболу
Чемпіонат Кіровоградської області з футболу — обласні футбольні змагання серед аматорських команд. Проводяться під егідою Кіровоградської обласної асоціації футболу.

## Усі переможці
| Сезон   | Чемпіон                                | 2 місце                              | 3 місце                                |
| 1960    | «Шахтар» (м. Олександрія)              | «Авангард» (м. Гайворон)             | «Авангард» (м. Новогеоргіївськ)        |
| 1961    | «Шахтар» (м. Олександрія)              | «Шахтар» (смт Димитрове)             | «Агрегатний завод» (м. Кіровоград)     |
| 1962    | «Шахтар» (смт Димитрове)               | «Червона зірка» (м. Кіровоград)      |                                        |
| 1963    | «Шахтар» (смт Димитрове)               | «Локомотив» (м. Гайворон)            |                                        |
| 1964    | «Шахтар» (смт Димитрове)               | «Спартак ШВЛП ЦА» (м. Кіровоград)    | «Дніпро» (м. КремГЕС)                  |
| 1965    |                                        |                                      |                                        |
| 1966    |                                        |                                      |                                        |
| 1967    | «Спартак ШВЛП ЦА» (м. Кіровоград)      | «Локомотив» (м. Знам'янка)           | «Авангард» (м. КремГЕС)                |
| 1968    |                                        |                                      |                                        |
| 1969    | «Локомотив» (м. Знам'янка)             | БУР (м. Олександрія)                 | «Спартак» (м. Кіровоград)              |
| 1970    | «Авангард» (м. Світловодськ)           |                                      |                                        |
| 1971    | «Авангард» (м. Світловодськ)           | «Шахтар» (м. Олександрія)            | «Локомотив» (м. Знам'янка)             |
| 1972    | «Локомотив» (м. Знам'янка)             |                                      |                                        |
| 1973    |                                        |                                      |                                        |
| 1974    | «Радист» (м. Кіровоград)               | «Шахтар» (м. Олександрія)            | «Локомотив» (м. Знам'янка)             |
| 1975    | «Радист» (м. Кіровоград)               | «Локомотив» (м. Знам'янка)           | «Шахтар» (м. Олександрія)              |
| 1976    | «Спартак» (м. Кіровоград)              | «Шахтар» (м. Олександрія)            | «Радист» (м. Кіровоград)               |
| 1977    | «Радист» (м. Кіровоград)               | «Локомотив» (м. Знам'янка)           | «Шахтар» (м. Олександрія)              |
| 1978    | «Локомотив» (м. Знам'янка)             | «Радист» (м. Кіровоград)             |                                        |
| 1979    | «Шахтар» (м. Олександрія)              |                                      |                                        |
| 1980    |                                        | «Локомотив» (м. Знам'янка)           |                                        |
| 1981    | «Шахтар» (м. Олександрія)              | «Локомотив» (м. Знам'янка)           | «Радист» (м. Кіровоград)               |
| 1982    |                                        |                                      |                                        |
| 1983    | «Радист» (м. Кіровоград)               | «Шахтар» (м. Олександрія)            | «Локомотив» (м. Знам'янка)             |
| 1984    | «Локомотив» (м. Знам'янка)             | «Шахтар» (м. Олександрія)            | «Радист» (м. Кіровоград)               |
| 1985    |                                        |                                      | «Локомотив» (м. Знам'янка)             |
| 1986    |                                        |                                      |                                        |
| 1987    | «Хімік» (м. Кіровоград)                |                                      |                                        |
| 1988    |                                        |                                      |                                        |
| 1989    | «Шахтар» (м. Олександрія)              | «Радист» (м. Кіровоград)             | «Хімік» (м. Кіровоград)                |
| 1990    | «Поліграфтехніка» (м. Олександрія)     |                                      |                                        |
| 1991    | «Кранобудівник» (м. Олександрія)       | «Локомотив» (м. Знам'янка)           | «Колос» (м. Новоукраїнка)              |
| 1992    | «Червона зірка» (м. Кіровоград)        | «Металург» (м. Світловодськ)         | «Зоря» (м. Гайворон)                   |
| 1993    | «Червона зірка» (м. Кіровоград)        | «Гідросила» (м. Кіровоград)          | «Локомотив» (м. Знам'янка)             |
| 1993/94 | «Локомотив» (м. Знам'янка)             | «Новатор» (м. Бобринець)             | «Кооператор» (м. Новомиргород)         |
| 1994/95 | «Кооператор» (м. Новомиргород)         | «Буревісник-Ельбрус» (м. Кіровоград) | «Локомотив» (м. Знам'янка)             |
| 1995/96 | «Локомотив» (м. Знам'янка)             | «Інгул-Водоканал» (м. Кіровоград)    | «Буревісник-Ельбрус» (м. Кіровоград)   |
| 1996/97 | «Буревісник-Ельбрус» (м. Кіровоград)   | «Ікар-МАКБО 94» (м. Кіровоград)      | «Локомотив» (м. Знам'янка)             |
| 1997/98 | «Буревісник-Ельбрус» (м. Кіровоград)   | «Ікар-МАКБО 94» (м. Кіровоград)      | «Геркулес» (м. Новоукраїнка)           |
| 1998/99 | «Юлія-Новатор» (м. Бобринець)          | «Ікар-МАКБО 94» (м. Кіровоград)      | «Конан» (м. Кіровоград)                |
| 1999    | «Поліграфтехніка-2» (м. Олександрія)   | «Артеміда» (м. Кіровоград)           | «Юлія-Новатор» (м. Бобринець)          |
| 2000    | «Артеміда» (м. Кіровоград)             | «Ікар-МАКБО 94» (м. Кіровоград)      | «Птако» (м. Кіровоград)                |
| 2001    | «Ікар-МАКБО 94» (м. Кіровоград)        | «Птако» (м. Кіровоград)              | «Геркулес» (м. Новоукраїнка)           |
| 2002    | «Ікар-МАКБО» (м. Кіровоград)           | «Птако» (м. Кіровоград)              | «Геркулес» (м. Новоукраїнка)           |
| 2003    | «Ікар-МАКБО» (м. Кіровоград)           | «Птако» (м. Кіровоград)              | «Зоря» (м. Гайворон)                   |
| 2004    | «Ікар-МАКБО» (м. Кіровоград)           | «Зоря» (м. Гайворон)                 | «Птако-Ятрань» (м. Кіровоград)         |
| 2005    | «Зоря» (м. Гайворон)                   | «Птако-Ятрань» (м. Кіровоград)       | «Новатор» (м. Бобринець)               |
| 2006    | «Сатурн» (с. Червона Кам'янка)         | «Сокіл» (с. Соколівське)             | ФК «Долинська» (м. Долинська)          |
| 2007    | «Олександрія-Аметист» (м. Олександрія) | «Зоря» (м. Гайворон)                 | «ПСП Степ» (м. Долинська)              |
| 2008    | «Олександрія-Аметист» (м. Олександрія) | «Зоря» (м. Гайворон)                 | «УкрАгроКом» (с. Головківка)           |
| 2009    | «Зоря» (м. Гайворон)                   | «УкрАгроКом» (с. Головківка)         | «Олександрія-Аметист» (м. Олександрія) |
| 2010    | «УкрАгроКом» (с. Головківка)           | «Локомотив-Хлібодар» (м. Знам'янка)  | «Олімпік» (м. Кіровоград)              |
| 2011    | «Локомотив-Хлібодар» (м. Знам'янка)    | «Ятрань» (м. Кіровоград)             | «Вентура плюс» (м. Новомиргород)       |
| 2012    | «Буревісник» (с. Петрове)              | «Вентура Плюс» (м. Новомиргород)     | «Локомотив-Хлібодар» (м. Знам'янка)    |
| 2013    | «Буревісник» (с. Петрове)              | «АФ-П'ятихатська» (с. Володимирівка) | «Вентура Плюс» (м. Новомиргород)       |
| 2014    | «АФ-П'ятихатська» (с. Володимирівка)   | «Буревісник» (с. Петрове)            | «Вентура Плюс» (м. Новомиргород)       |
| 2015    | «Інгулець-2» (смт Петрове)             | ФК «Головківка» (с. Головківка)      | «Буревісник» (с. Петрове)              |
| 2016    | «Нова Поліція» (м. Кропивницький)      | «Інгулець-3» (смт Петрове)           | ФК «Головківка» (с. Головківка)        |
| 2017    | ФК «Вільшанка» (смт Вільшанка)         | «Шляховик» (м. Олександрія)          | ФК «Новоукраїнка» (м. Новоукраїнка)    |
| 2018    | «УкрАгроКом» (с. Головківка)           | «Технополь» (м. Кропивницький)       | ФК «Новоукраїнка» (м. Новоукраїнка)    |
| 2019    | «Зірка» (м. Кропивницький)             | «Шляховик» (м. Олександрія)          | ФК «Новоукраїнка» (м. Новоукраїнка)    |
| 2020    | «Локомотив-СВТ» (м. Помічна)           | «Інгул-Агро-Ленд» (с. Березівка)     | ФК «Новоукраїнка» (м. Новоукраїнка)    |
| 2021    | «Інгул-Агро-Ленд» (с. Березівка)       | «Інгул» (с. Первозванівка)           | «Агротех» (с. Тишківка)                |
| 2022    | —                                      | —                                    | —                                      |
| 2023    | СКІФ (с. Соколівське)                  | «Усівка» (м. Олександрія)            | «Вогнетрив» (с. Катеринівка)           |
| 2024    | «Агротех» (с. Тишківка)                |                                      |                                        |
| 2025    |                                        |                                      |                                        |

## Галерея

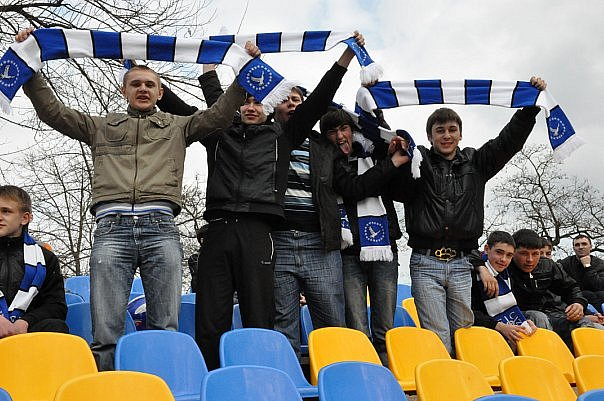
Уболівальники команди «Вентура+» (Новомиргород) у чемпіонаті області 2009